# Moschea Wazir Khan
La Moschea Wazir Khan (punjabi e urdu: مسجد وزیر خان; in persiano: مسجد وزیر خان; Masjid Wazīr Kh ān) è una moschea del XVII secolo situata nella città di Lahore, capitale della provincia pakistana del Punjab, in Pakistan. 

## Storia
La moschea fu commissionata durante il regno dell'imperatore Mughal Shah Jahan come parte di un insieme di edifici che includevano anche i vicini bagni Shahi Hammam. La costruzione della moschea iniziò nel 1634 e fu completata nel 1641. Nel 1993 l'edificio è stato inserito nella lista provvisoria dell'UNESCO.